# Heinrich Heine
Heinrich Heine (født 13. december 1797 i Düsseldorf, død 17. februar 1856 i Paris) var en tysk digter og journalist. Heine blev født jødisk, men konverterede i 1825 efter sin juridiske embedseksamen til kristendommen og ændrede sit oprindelige fornavn Harry til Heinrich. 
Heine er en overgangsskikkelse i den tyske litteraturs historie. Med ham nåede romantikken sit højdepunkt, samtidig med at realismen begyndte.
En del af Heines berømmelse i nutiden bygger på, at mange af hans digte er blevet sat i musik, bl.a. af Franz Schubert og Robert Schumann. 
Under naziregimet blev Heinrich Heines bøger brændt, og han blev diskrediteret som forfatter af populære tyske sange som “Die Lorelei” i et forsøg på at afvise og skjule jødiske bidrag til tysk kunst og kultur. I stedet blev det sagt, at Die Lorelei var skrevet af en “ukendt forfatter” (unbekannter Verfasser).
Fra 1831 til sin død levede han i politisk landflygtighed i Paris.
Universitetet Heinrich-Heine-Universität Düsseldorf er opkaldt efter Heinrich Heine.